# Ritterkamp (Gemeinde Rappottenstein)
Ritterkamp ist eine Ortschaft und eine Katastralgemeinde der Gemeinde Rappottenstein im Bezirk Zwettl in Niederösterreich.

## Geschichte
Der Ort wurde 1332 zum ersten Mal schriftlich als Chomp erwähnt, 1787 ist dann Rieder Kamp zum ersten Mal genannt um den Ort von weiteren Orten des Namens Kamp zu unterscheiden.
Im Jahr 1822 wurde der Ort als Dorf mit zehn Häusern genannt, das nach Rappottenstein eingepfarrt war, wohin auch die Kinder eingeschult wurden. Die Herrschaft Rappottenstein besaß die Ortsobrigkeit, übte die Landgerichtsbarkeit aus, besorgte die Konskription und hatte die Grundherrschaft inne.
Mit der Aufhebung der Grundherrschaften wurde der Ort 1849 eine Katastralgemeinde der Gemeinde Rappottenstein, zu ihr gehörten auch die Höfe Bruckhof und Zausinghof.
Laut Adressbuch von Österreich waren im Jahr 1938 in Ritterkamp ein Gastwirt, ein Müller mit Sägewerk und einige Landwirte ansässig.

## Siedlungsentwicklung
Zum Jahreswechsel 1979/1980 befanden sich in der Katastralgemeinde Ritterkamp insgesamt 20 Bauflächen mit 8.457 m² und 6 Gärten auf 2.607 m², 1989/1990 gab es 44 Bauflächen. 1999/2000 war die Zahl der Bauflächen auf 93 angewachsen und 2009/2010 bestanden 52 Gebäude auf 91 Bauflächen.

## Bodennutzung
Die Katastralgemeinde ist landwirtschaftlich geprägt. 82 Hektar wurden zum Jahreswechsel 1979/1980 landwirtschaftlich genutzt und 119 Hektar waren forstwirtschaftlich geführte Waldflächen. 1999/2000 wurde auf 76 Hektar Landwirtschaft betrieben und 123 Hektar waren als forstwirtschaftlich genutzte Flächen ausgewiesen. Ende 2018 waren 64 Hektar als landwirtschaftliche Flächen genutzt und Forstwirtschaft wurde auf 129 Hektar betrieben. Die durchschnittliche Bodenklimazahl von Ritterkamp beträgt 17,1 (Stand 2010).